# رشد شخصیت
رشد شخصیت شامل ساخت پویا و ساختارشکنی ویژگی‌های یکپارچه ای است که فرد را از نظر ویژگی‌های رفتاری بین فردی متمایز می‌کند. رشد شخصیت دائماً در حال تغییر است و تابع عوامل زمینه‌ای و تجربیات تغییردهنده زندگی است. رشد شخصیت در توصیف دارای چندین بُعد است و ماهیتی وابسته به هر شخص دارد. رشد شخصیتی را می‌توان به‌عنوان یک پیوستار با درجات شدتی و تغییری متفاوت در نظر گرفت. ماهیت بسته به شخص بودن این مفهوم ریشه در هنجارهای اجتماعی در رفتارهای مورد انتظار، ابراز وجود شخص و رشد شخصی/فردی دارد. دیدگاه غالب در روان‌شناسی شخصیت نشان می‌دهد که شخصیت زود ظهور می‌کند و در طول عمر فرد به رشد خود ادامه می‌دهد. اعتقاد بر این است که ویژگی‌های شخصیتی بزرگسالان مبنایی در مزاج دوران نوزادی آنان دارد. به این معنی که تفاوت‌های فردی در مزاج و رفتار در اوایل زندگی فرد ظاهر می‌شوند و به‌طور بالقوه قبل از اینکه با کمک زبان خودآگاهی در فرد ایجاد شود، شخصیت رشد می‌کند. مدل پنج عاملی شخصیت ابعاد مزاج دوران کودکی را ترسیم می‌کند. این مدل نشان می‌دهد که تفاوت‌های فردی در سطوح ویژگی‌های شخصیتی متناظر (میزان روان رنجورخویی، میزان برون‌گرایی، میزان گشودگی به تجربه، میزان توافق‌پذیری و میزان وظیفه‌شناسی) از سنین پایینی وجود دارند.

## نظریه‌ها
نظریه‌های مختلفی برای رشد شخصیت انسانی وجود دارد.

### نظریه روانکاوی
نظریه روانکاوی شخصیت توسط زیگموند فروید ایجاد شد. این نظریه شامل سه ایده اصلی است که شخصیت را می‌سازد، نهاد، خود و فراخود. این سه خصیصه بخش‌های خود را کنترل می‌کنند. برا اساس این نظریه، شخصیت با سه ویژگی متضاد نظریه روانکاوی شکل می‌گیرد.

### نظریه صفت
نظریه صفت شخصیت یکی از نظریه‌های اصلی در مطالعه شخصیت است. بر اساس این نظریه، صفات شخصیت را می‌سازند. صفات را می‌توان به عنوان الگوهای رفتار، فکر یا احساسات توصیف کرد.

### نظریه تکاملی رشد
نظریه تکاملی رشد شخصیت اساساً مبتنی بر فرایند تکاملی انتخاب طبیعی است. از دیدگاه تکاملی، تکامل منجر به تغییراتی در ذهن انسان شده. انتخاب طبیعی این تغییرات را بر اساس سودمندی آنها برای انسان اصلاح کرده. به دلیل پیچیدگی‌های انسانی، بسیاری از ویژگی‌های شخصیتی متضاد به طرق مختلف سودمند هستند. انسان‌های اولیه به دلیل فرهنگ قبیله ای جمع گرا بودند. شخصیت افراد در یک قبیله بسیار شبیه بود. بر اساس این نظریه، تقسیم کار منجر به تمایز در ویژگی‌های شخصیتی به منظور دستیابی به کارایی بالاتر شد. تمایز در ویژگی‌های شخصیتی عملکرد انسان‌ها را افزایش می‌داد و بنابراین از طریق انتخاب طبیعی انسان‌ها با محیط سازگار می‌شدند و انسان‌ها از طریق تکامل به رشد شخصیت و فردیت خود ادامه داده‌اند.

### نظریه انسان‌گرایانه
روان‌شناسی انسان‌گرایانه بر انتخاب‌های فردی به‌عنوان اعمالی اختیاری تأکید می‌کند که در نهایت رشد شخصی را تعیین می‌کنند. ویژگی‌های شخصیتی فردی، اگرچه برای خود یکپارچه ضروری است، اما تنها بخش‌هایی هستند که کل تجربیات قابل مشاهده انسانی را تشکیل می‌دهند؛ بنابراین، رشد شخصیت بر حسب اقدام هدفمندی که در جهت تجربه و تسلط بر انتخاب آزاد (اختیار) است، بیان می‌شود. روان‌شناسی انسان‌گرایانه به‌جای عناصر تقسیم‌بندی‌شده ویژگی‌های شخصیتی مانند احساسات، افکار یا رفتار، این عناصر را به عنوان کارکردهایی از بودن در یک سیستم فراگیرتر مانند جوامع، فرهنگ‌ها یا روابط بین‌فردی ادغام می‌کند. در نتیجه، رشد شخصیت در معرض تغییر در معنای شخصی و اهداف فردی در دستیابی به خود ایدئال است.

## عوامل اثرگذار

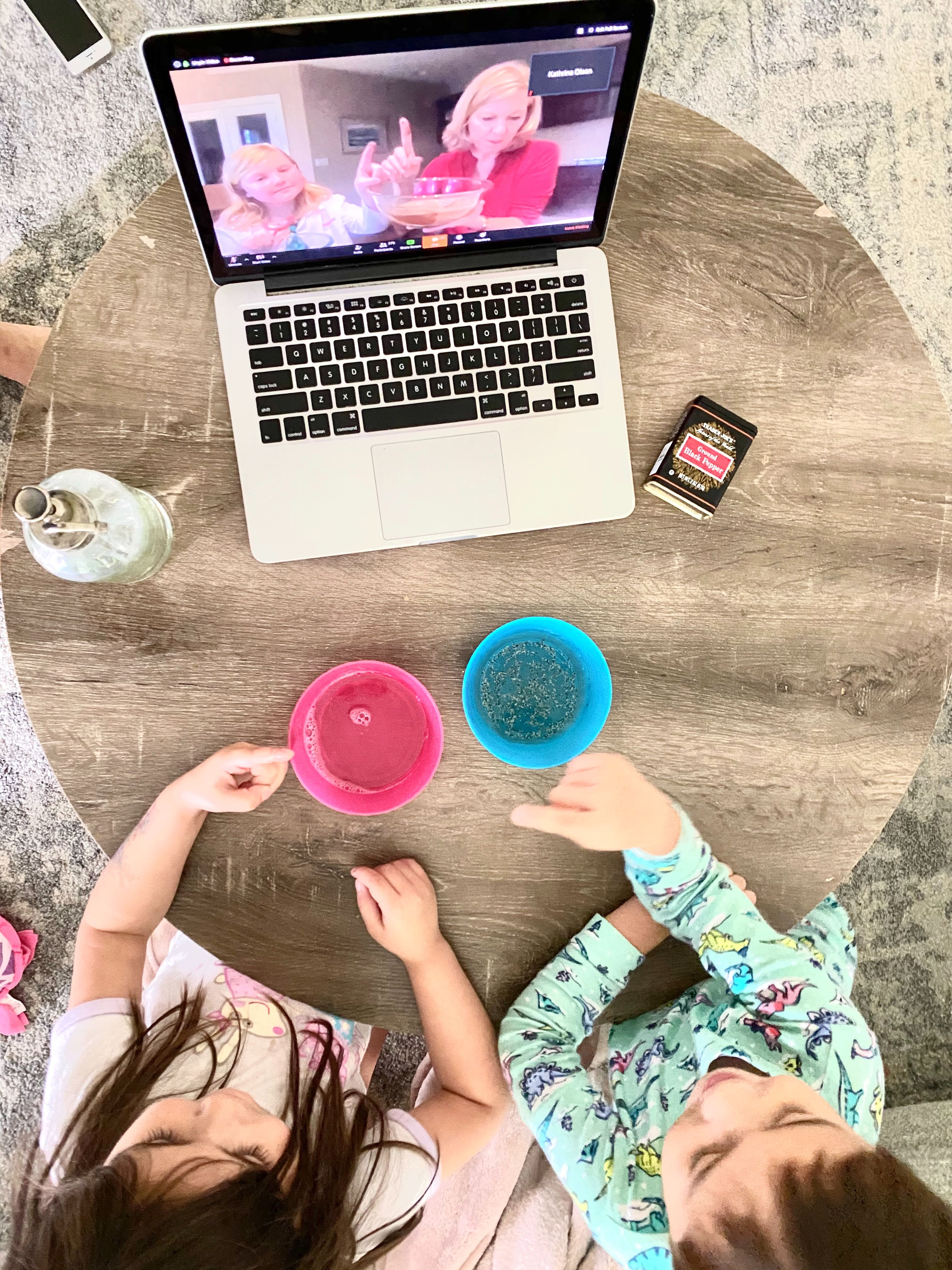
دو کودک درحال استفاده از کلاس آنلاین

صفات و الگوهای شخصیتی تحت تأثیر عوامل ژنتیکی، محیطی، معاملاتی و تصادفی است.

### عوامل محیطی
ما انسانها در زندگی همواره تحت تاثیر محیط هستیم.این عامل بشدت تاثیر گذار در زندگی ما موجب می‌شود که  

## ثبات و پایداری شخصیت
در طول طول عمر یک فرد، نشان داده شده‌است که ثبات شخصیت آنها متغیر است، اگرچه این تغییرپذیری در بزرگسالی افزایش می‌یابد. ژنتیک رفتاری می‌تواند تغییرات تجربه شده در طول عمر را توضیح دهد. تغییرات در انتقال بین کودکی، نوجوانی و بزرگسالی بسیار مشهود هستند. از کودکی تا اواسط نوجوانی، میزان تفاوت‌های فردی در شخصیت، عمدتاً به دلیل تأثیرات محیطی افزایش می‌یابد. با این حال، تأثیرات ژنتیکی نقش بزرگ‌تری نسبت به تأثیرات محیطی در بزرگسالی بازی می‌کند و در نتیجه تفاوت‌های فردی کمتری در شخصیت بین افرادی که دارای ژنتیک مشابه هستند دیده می‌شود. پایداری شخصیت در طی طول عمر با یک مطالعه طولی بر روی افراد در طول پنجاه سال از نوجوانی تا بزرگسالی مورد مطالعه قرار گرفت. نتایج این مطالعه طولی نشان داد که شخصیت انعطاف‌پذیر است، اگرچه تغییرات در سطح انعطاف‌پذیری در بزرگسالی تثبیت می‌شوند.